# أدولف بول
أدولف بول (بالألمانية: Adolf Pohl)‏ هو نحات نمساوي، ولد في 27 أبريل 1872 في فيينا في النمسا، وتوفي في 25 يوليو 1930 في Bad Deutsch-Altenburg ‏ في النمسا.